# Tico Brown
Quautico Brown, detto Tico (Kokomo, 17 luglio 1957), è un ex cestista statunitense, professionista nella CBA.

## Carriera
Selezionato nel Draft NBA 1979 con la prima scelta del secondo giro (23ª assoluta) dagli Utah Jazz. Venne tagliato prima dell'inizio del campionato, il 13 settembre 1979. Venne invitato altre volte a dei training camp della NBA, dai Detroit Pistons nel 1983 e dagli Indiana Pacers nel 1984, senza però mai riuscire a entrare in squadra. Non giocò mai nella NBA, ma fu uno dei giocatori più rappresentativi della CBA, dove giocò molti anni. Chiuse la sua carriera, nel 1988, come il miglior realizzatore nella storia della lega, con 8 538 punti in 363 partite.

## Palmarès
- 2 volte campione CBA (1980, 1983)
- CBA Playoff MVP (1983)
- All-CBA First Team (1984)
- 2 volte miglior realizzatore CBA (1984, 1987)